# Unione doganale
L'unione doganale (customs union) rappresenta un tipico esempio di accordo di commercio preferenziale (su base regionale) tra Paesi. Tra i paesi aderenti ad una unione doganale, vengono abbattute le barriere commerciali che impediscono la libera circolazione delle merci e, a differenza dell'area di libero scambio, viene istituita una tariffa doganale esterna comune.
Classico esempio di unione doganale è stata la Comunità Economica Europea (CEE), mentre l'Unione europea (UE) è un mercato comune.
Il principale problema alla base della costituzione di un'unione doganale è l'esistenza di costi causati dalla diversione commerciale, ossia l'invio delle merci da una destinazione autorizzata ad un'altra non sottoposta all'approvazione delle autorità competenti.
Tra i primi accordi doganali si ricordano lo Zollverein tedesco nel 1834 ed il progetto di Lega doganale italiana nel 1847.

## Alcune unioni doganali
- Unione europea
- Comunità andina
- Comunità Caraibica
- Sistema dell'integrazione centroamericana
- Consiglio di cooperazione del Golfo
- Unione eurasiatica

Il Mercosur è invece un mercato comune.